# Sedčice
Sedčice je malá vesnice, část obce Nové Sedlo v okrese Louny. Nachází se asi 4,5 km na jihozápad od Nového Sedla. V roce 2011 zde trvale žilo 120 obyvatel.
Sedčice je také název katastrálního území o rozloze 3,8 km2. Jihozápadně od vesnice se nachází soutok Lesky s Libocí.

## Historie
První písemná zmínka o obci pochází z roku 1295.

## Obyvatelstvo
Při sčítání lidu v roce 1921 zde žilo 254 obyvatel (z toho 122 mužů), z nichž bylo čtrnáct Čechoslováků a 240 Němců. Všichni se hlásili k římskokatolické církvi. Podle sčítání lidu z roku 1930 měla vesnice 292 obyvatel: 93 Čechoslováků, 196 Němců a tři cizince. Většinou stále patřili k římskokatolické církvi, ale žili zde také dva evangelíci a deset lidí bez vyznání.
|                                                                   | 1869 | 1880 | 1890 | 1900 | 1910 | 1921 | 1930 | 1950 | 1961 | 1970 | 1980 | 1991 | 2001 | 2011 |
| ----------------------------------------------------------------- | ---- | ---- | ---- | ---- | ---- | ---- | ---- | ---- | ---- | ---- | ---- | ---- | ---- | ---- |
| Obyvatelé                                                         | 192  | 260  | 243  | 198  | 247  | 254  | 292  | 195  | 164  | 132  | 137  | 102  | 126  | 120  |
| Domy                                                              | 25   | 26   | 22   | 27   | 33   | 25   | 37   | 33   | 54   | 28   | 26   | 29   | 27   | 28   |
| Počet domů z roku 1961 zahrnuje také domy místní části Žabokliky. |      |      |      |      |      |      |      |      |      |      |      |      |      |      |

## Pamětihodnosti
- Socha svatého Jana Nepomuckého – stojí směrem na Žabokliky
- Sýpka s tvrzištěm

## Galerie

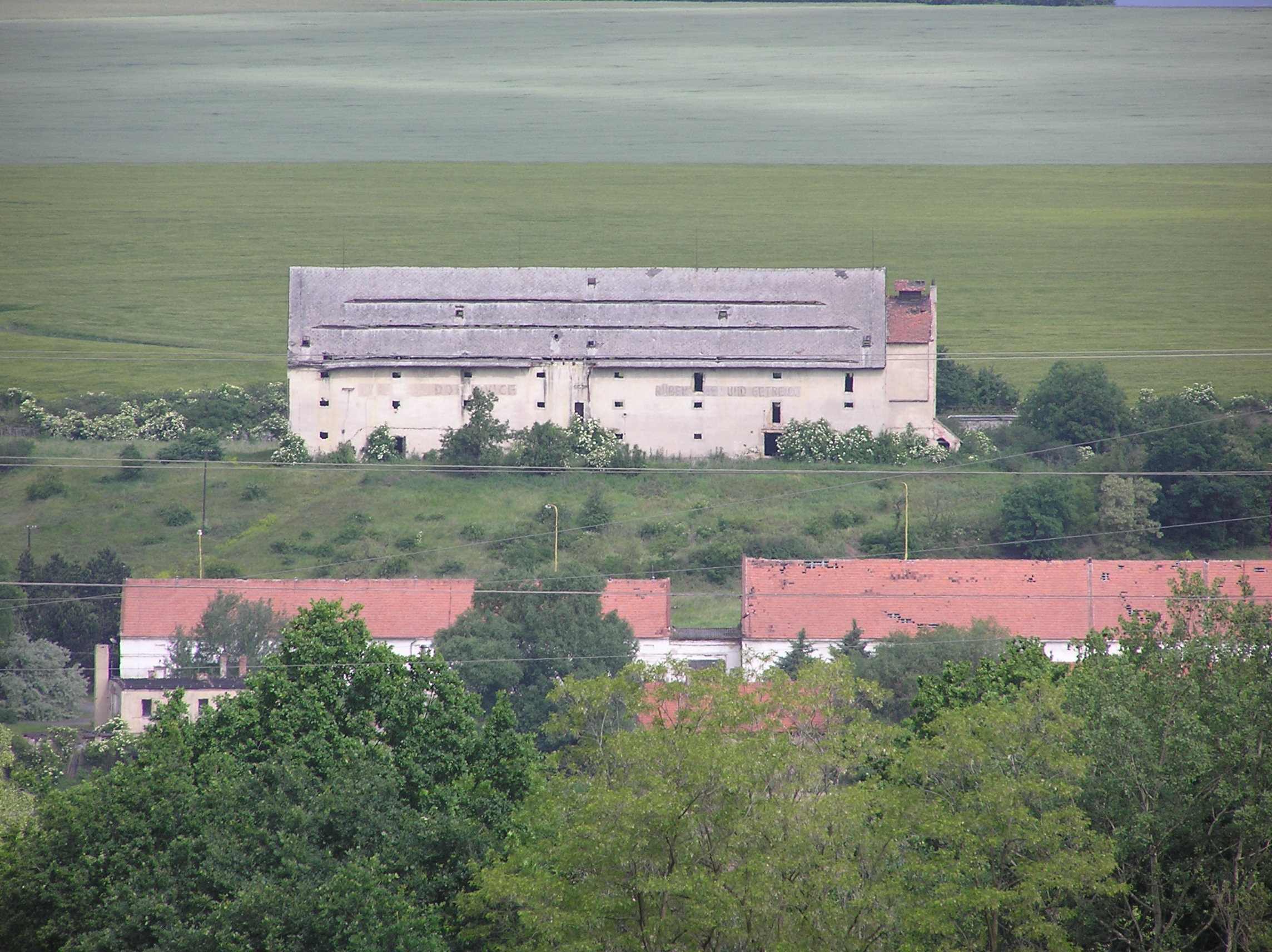
Památkově chráněná sýpka
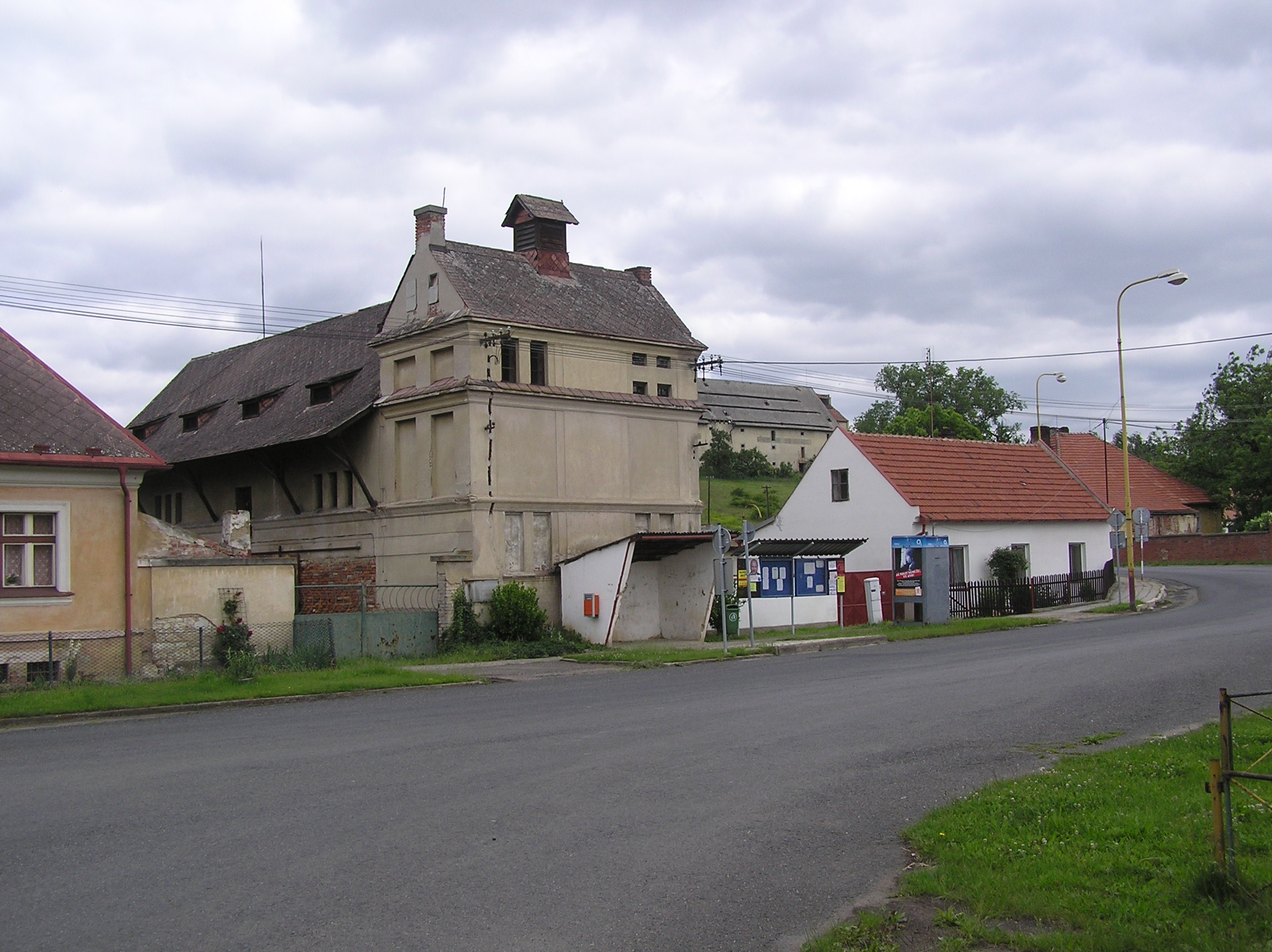
Náves
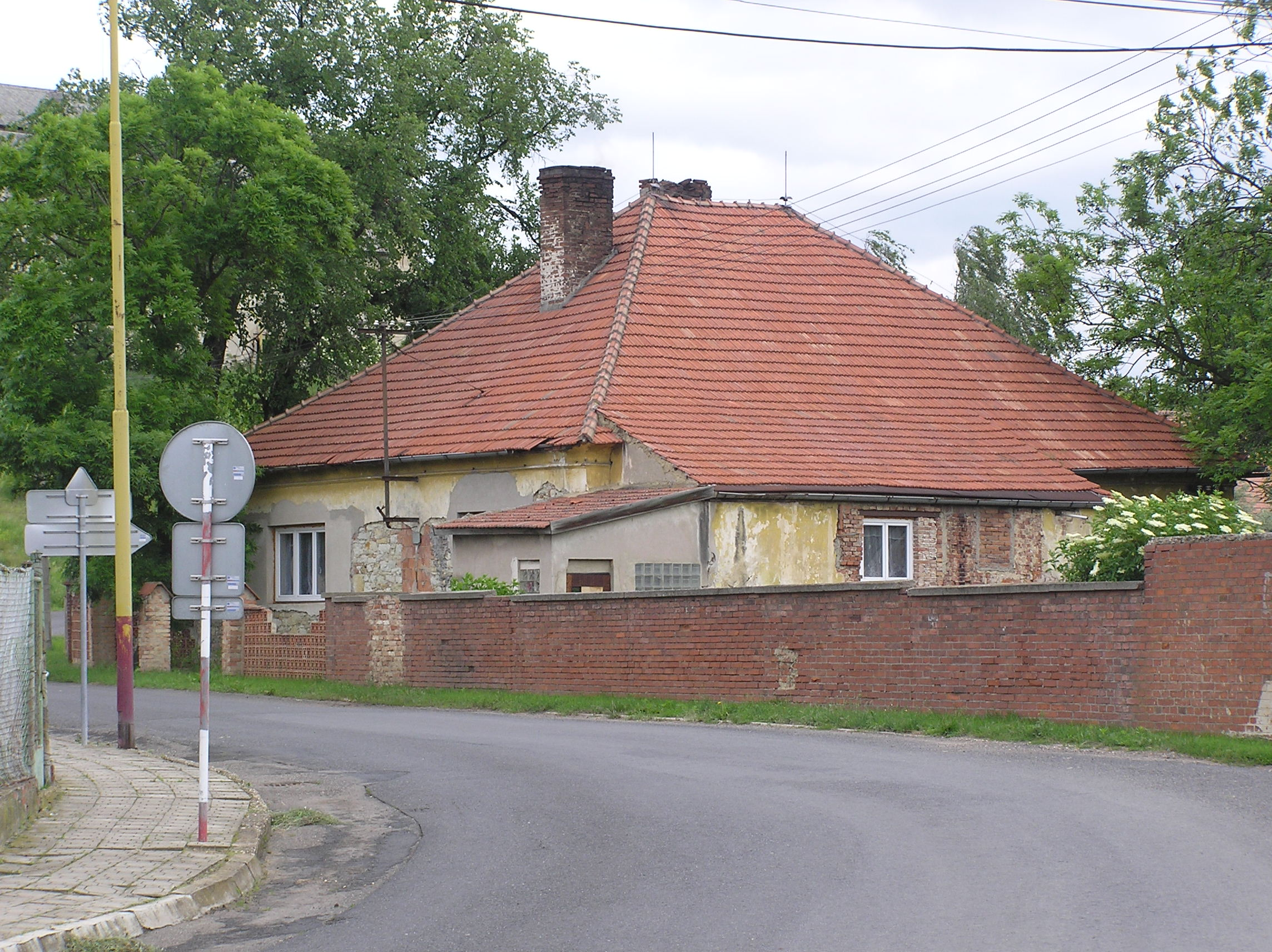
Budova bývalého zámku čp. 1